# کفر حور
کفر حور (به عربی: کفر حور) یک روستا در سوریه است که در استان ریف دمشق واقع شده‌است. کفر حور ۲٬۹۵۷ نفر جمعیت دارد.